# 10804 Amenouzume
10804 Amenouzume este un asteroid din centura principală, descoperit pe 23 noiembrie 1992, de Takeshi Urata.